# Viticulture au Liechtenstein

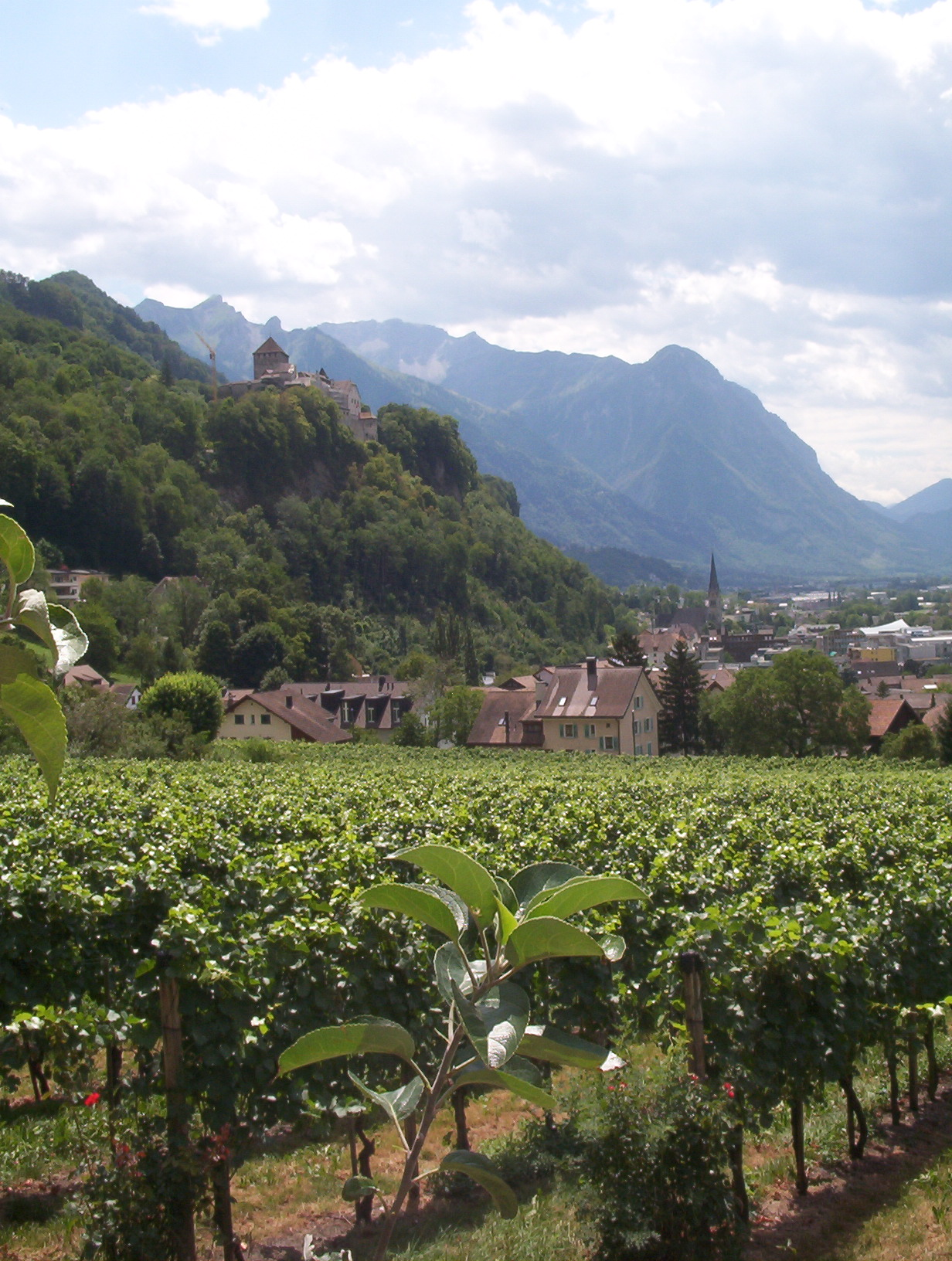
Le vignoble et le château princier sur les hauteurs de Vaduz

La viticulture au Liechtenstein, située au cœur des Alpes, dans un climat continental, fait de cette principauté la plus petite région viticole du monde. Elle a pu se développer grâce à un vignoble occupant de fortes pentes allant jusqu'à 50 %, en forme d'amphithéâtre et exposé au sud.

## Un vignoble de montagne
En dépit des conditions de froid glacial, quelques arpents de vignes dominés par les Alpes enneigées, font de la principauté la plus petite nation viticole du monde. Selon les chiffres des Nations unies, le Liechtenstein ne produit que 800 hectolitres de vin par an.

## Historique
Cette viticulture, qui remonte à un peu plus de vingt siècles, a commencé avant notre ère grâce à une tribu celtique qui s'était installée dans la région. La colonisation  romaine a amplifié sa production. Les Alamans, qui s'installèrent dans la région, mirent un terme à la viticulture. La production ne reprit qu'au IVe siècle, quand les moines replantèrent de nouveaux vignobles. Sous le règne de Charlemagne, la plupart des paroisses et des monastères possédaient leurs propres vignobles. Le plus gros producteur était le castrum Gutenberg avec quelque 113,56 hectolitres de vin par an. 
La viticulture prit son véritable essor il y a quatre siècles. Elle atteignit son apogée lors de la seconde moitié du XIXe siècle, où le vin fut la principale exportation du Liechtenstein avec les bovins. La production culmina en 1871 quand 320 hectares furent consacrées à la vigne. L'ouverture de la voie ferrée par le col de l'Arlberg, qui permit d'importer facilement d'autres vins, quelques mauvaises récoltes, le phylloxéra et l'échec des mesures gouvernementales, prises en 1890, pour faire traiter la vignoble, mirent un terme à cette viticulture dans la première moitié du XXe siècle. Cependant, le 31 juillet 1932, Vaduz fit graver sur son blason des grappes des raisins. Depuis les années 1970, il y a une reprise de la viticulture et, en 2008, 26 hectares étaient en culture.
Le Liechtenstein fait partie du système qualité du vin européen et la classification internationale AOC.

## Géographie

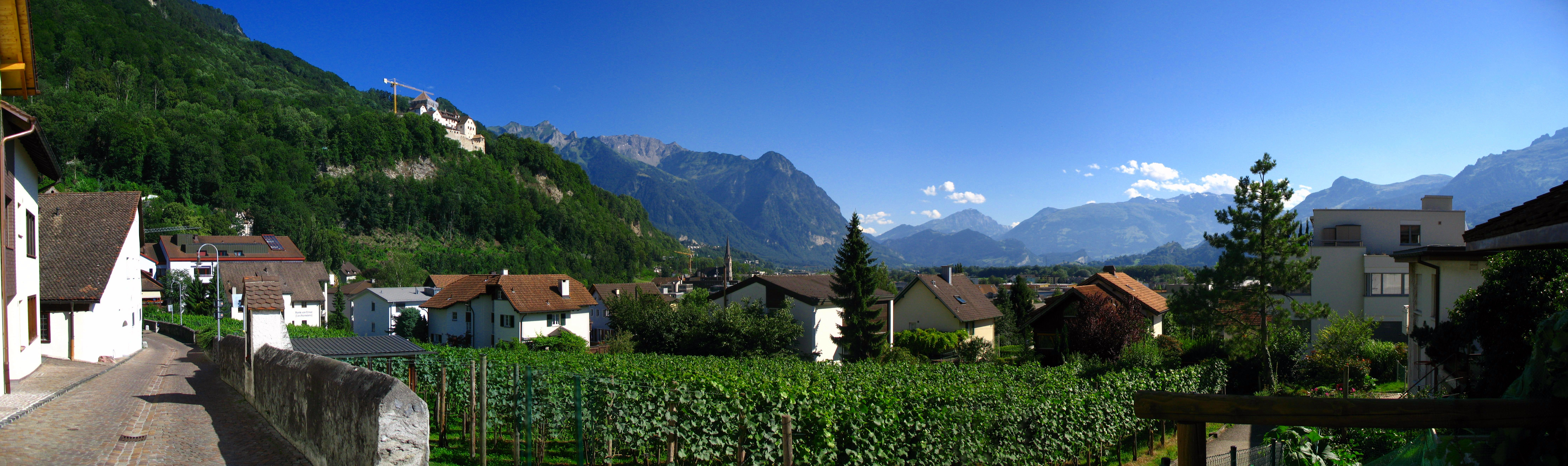
À Vaduz, les vignes dominées par le Mitteldorf

### Climat

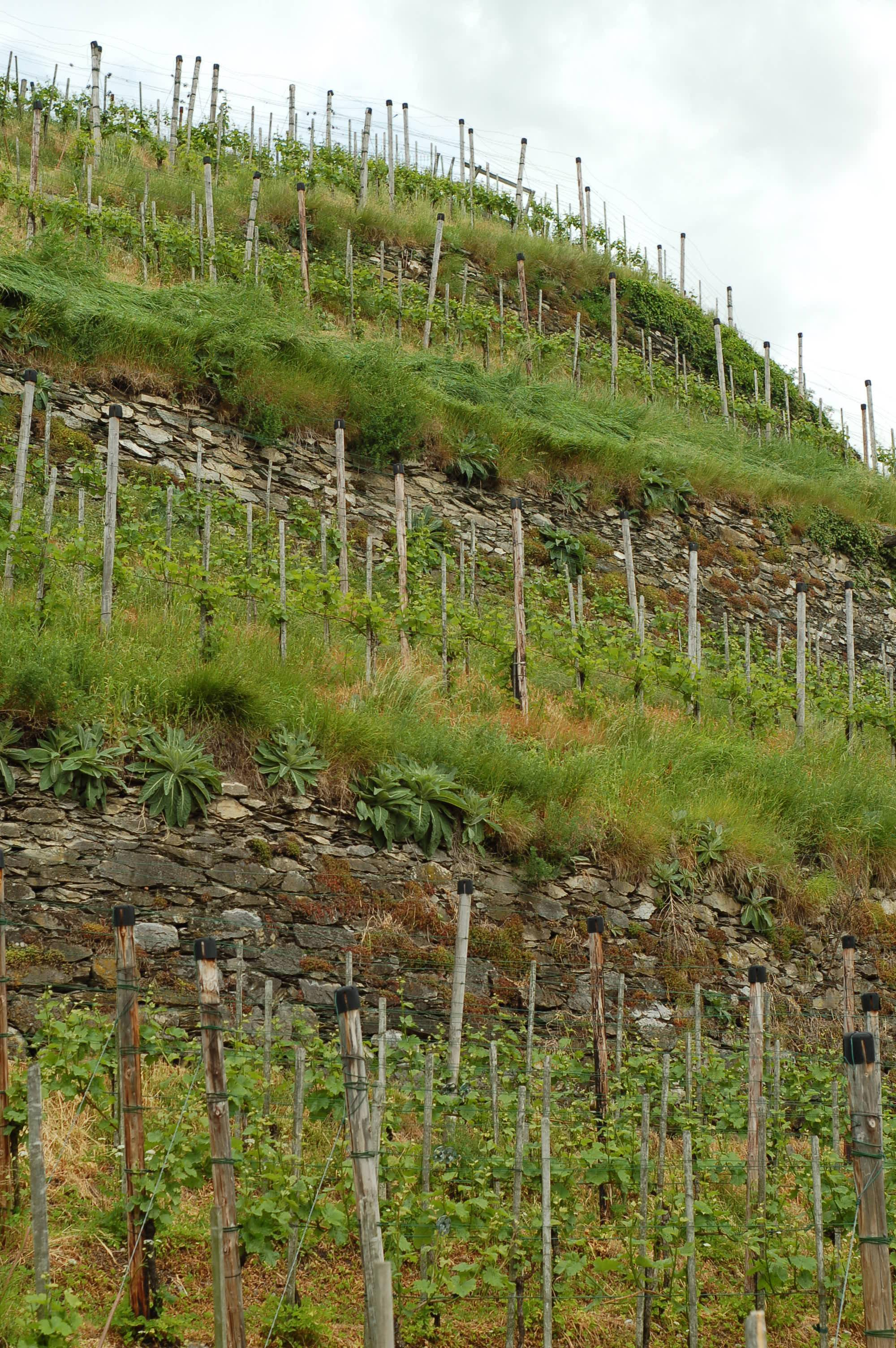
Vignes à flanc de coteau

La Principauté du Liechtenstein, en dépit de son climat continental, cultive la vigne sur des pentes de montagne face au sud, sur des sols calcaires et une moyenne de 1 500 heures d'ensoleillement par an. Le foehn, vent chaud et sec pendant les mois d'été, réchauffe l'atmosphère.

## Encépagement
Les cépages les plus cultivés sont en blanc le Chardonnay, le Riesling x Sylvaner, et le Gewurztraminer, en rouge le Blauburgunder, Zweigelt et Blaufränkisch.  Le cépage Pinot noir (Blauburgunder) fut introduit par Henri, duc de Rohan (1579-1638) qui encouragea les viticulteurs de la seigneurie grisonne à le cultiver. Le plus haut vignoble dans le pays est le village de Triesenberg à 850 mètres d'altitude, où la vigne est en pleine croissance grâce à la variété française Léon Millot. 

## Structure des exploitations
Il y a plus de 100 vignerons au Liechtenstein qui produisent des vins rouges et blancs. Les caveaux de dégustation se sont multipliés en principauté. Le plus célèbre est le Hofkellerei des regierenden Fürsten Liechtenstein, qui appartient au prince du Liechtenstein.